# Бутенко, Эдуард Валентинович
Эдуард Валентинович Бутенко (17 февраля 1941 — 2 сентября 2006) — советский и российский театральный актёр, режиссёр, педагог, теоретик.

## Биография
В 1959 г Эдуард Бутенко начал свою театральную карьеру в качестве актёра Киевского Русского драматического театра им. Леси Украинки в 18 лет.
В 1966 году окончил Университет им. Т. Г. Шевченко (Филологический факультет).
В 1971 году — Киевский национальный университет театра, кино и телевидения имени И. К. Карпенко-Карого (режиссёрский факультет, мастерская Дмитрий Алексидзе) с красным дипломом.
В 1971 г. — постановка дипломного спектакля в «Львовском театре Советской армии»
В 1971 г. — режиссёр-постановшик в «Днепропетровском Русском драматическом театр им. М. Горького»
1973 г. — режиссёр-постановщик «Киевский Государственный Театр Эстрады»
1979 г. — режиссёр-постановщик «Цирк на сцене»
1982 г. — режиссёр-постановщик «Рязанский областной драмтеатр»
На его счету более 70 постановок: драматические спектакли, мюзиклы, эстрадные и цирковые шоу, телевизионные и радио спектакли.
С 1987 г. Э. Бутенко преподавал в ГИТИСе (на эстрадном отделении), в Театральном институте им. Б. Щукина и режиссёр Москонцерта.
В этом же году создал свой театр «Комедианты», и поставил эстрадно-цирковой спектакль по повести В. Коклюшкина «Питон-Петя».
В 2004 создал RUSSIAN DRAMA SCHOOL, где преподавал собственную систему подготовки актёра (разработал имитационную теорию перевоплощения).

## Режиссёрские постановки

### Львовский театр Советской армии
- 1971 — дипломный спектакль (Киевский институт театрального искусства им. Карпенко)

### Днепропетровский Русский драматический театр им. М. Горького
- 1971—1972

### Рязанский областной драматический театр
- 1980 «Пелагея и Алька» (автор: Абрамов)
- 1981 «Севильский цирюльник» (автор: Бомарше)
- 1982 «Месье Амилькар, или Человек, который платит» (драматург: Ив Жамиак)

### Алтайский краевой драматический театр
- 1984 «Вагончик» (автор: Павлова)

### Московский Театр эстрады
- 1987 «Три вопроса» (автор: В. Коклюшкин) с Е.Шифриным
- 1988 «Круглая луна» (автор: В. Коклюшкин) с Е.Шифриным и К.Новиковой

### Театр Моссовета
- 1993 г «Франциск Ассизский» (Francesco d’Assisi Opera teatrale in 3 atti; автор: Жан-Мари Бенджамин)[1].

### Театр Питсбургского университета США (the University of Pittsburgh, USA)
- 2005 «Перикл» (автор: У. Шекспир)[2]

«Готовил нас к этой победе и разделил её с нами по праву замечательный режиссёр Э. В. Бутенко. С этим мастером, впоследствии, я приготовила массу номеров и две сольные программы. Этот режиссёр научил меня быть артисткой».— Светлана Рожкова]

## Награды
- 1982 — Почётный диплом «Всероссийского смотра театральных искусств» за постановку «Пелагея и Алька» (автор: Абрамов)
- Диплом за лучшую режиссуру «1-й Всесоюзный конкурс по речевым эстрадным жанрам» в г. Горьком